# Видмідський Віталій Миколайович
Віта́лій Микола́йович Видмі́дський (Віталій Відмідський; нар. 8 вересня 1969) — український музикант-інструменталіст (домра, бузукі). Артист квартету «Джерело» Національної філармонії України. Заслужений артист України (2011).

## Життєпис
Навчався в Криворізькому обласному музичному коледжі (відділ «Народні інструменти», викладач Г. О. Соломаха).
Учень заслуженої артистки України Ніни Проценко.
З 1992 — артист квартету «Джерело» Національної філармонії України.
1994 виступав у групі «Орфеас-Україна» (бузукі, домра).
1997 — дипломант Міжнародного конкурсу камерних ансамблів в німецькому місті Клінгенталі у складі квартету «Джерело».
У складі ансамблю гастролював у Греції, Італії, Грузії, Німеччині та ін.
Є записи дуету Віталія Відмідського (домра) і Людмили Гуменюк (фортепіано).